# Ekenis
Ekenis (duń. Egenæs) – dzielnica gminy Boren w Niemczech w kraju związkowym Szlezwik-Holsztyn, w powiecie Schleswig-Flensburg, w urzędzie Süderbrarup. Do 28 lutego 2013 gmina.